# Codie Taylor
Codie Joshua Dane Taylor (* 31. března 1991, Levin) je ragbista hrající na pozici mlynáře za klub Cantenbury Crusaders a za novozélandskou reprezentaci. 
Se svým klubem vyhrál devětkrát Super Rugby (2014, 2017–2023, 2025). V roce 2023 byl vybrán do nejlepší sestavy roku Super Rugby. V květnu 2021 odehrál za klub 100. zápas.
V roce 2015 se stal mistrem světa, na MS 2019 obsadil s Novým Zélandem 3.místo a na MS 2023 prohrál s reprezentací ve finále. Vyhrál s ní v letech 2016–2023 (až na rok 2019) Rugby Championship. V roce 2011 se stal mistrem světa do 20 let.
Vyrůstal v Austrálii a jeho prapraděda hrál v 19. století za All Blacks.